# 総進図書
株式会社総進図書（そうしんとしょ）は、公立小学校・公立中学校・塾向けの学力テスト・私立高等学校新入生テストの制作販売のほか、千葉県公立高校入試の公開模擬テスト（総進Sもぎ）を開催している企業。
公共機関からの依頼による学習到達度確認調査、私立高等学校新入生テストの制作、成績処理の実施も行っている。また関連NPO法人を通じて、千葉県・茨城県で『首都圏進学フェア』を開催している。